# Kartaczownica Nordenfelta

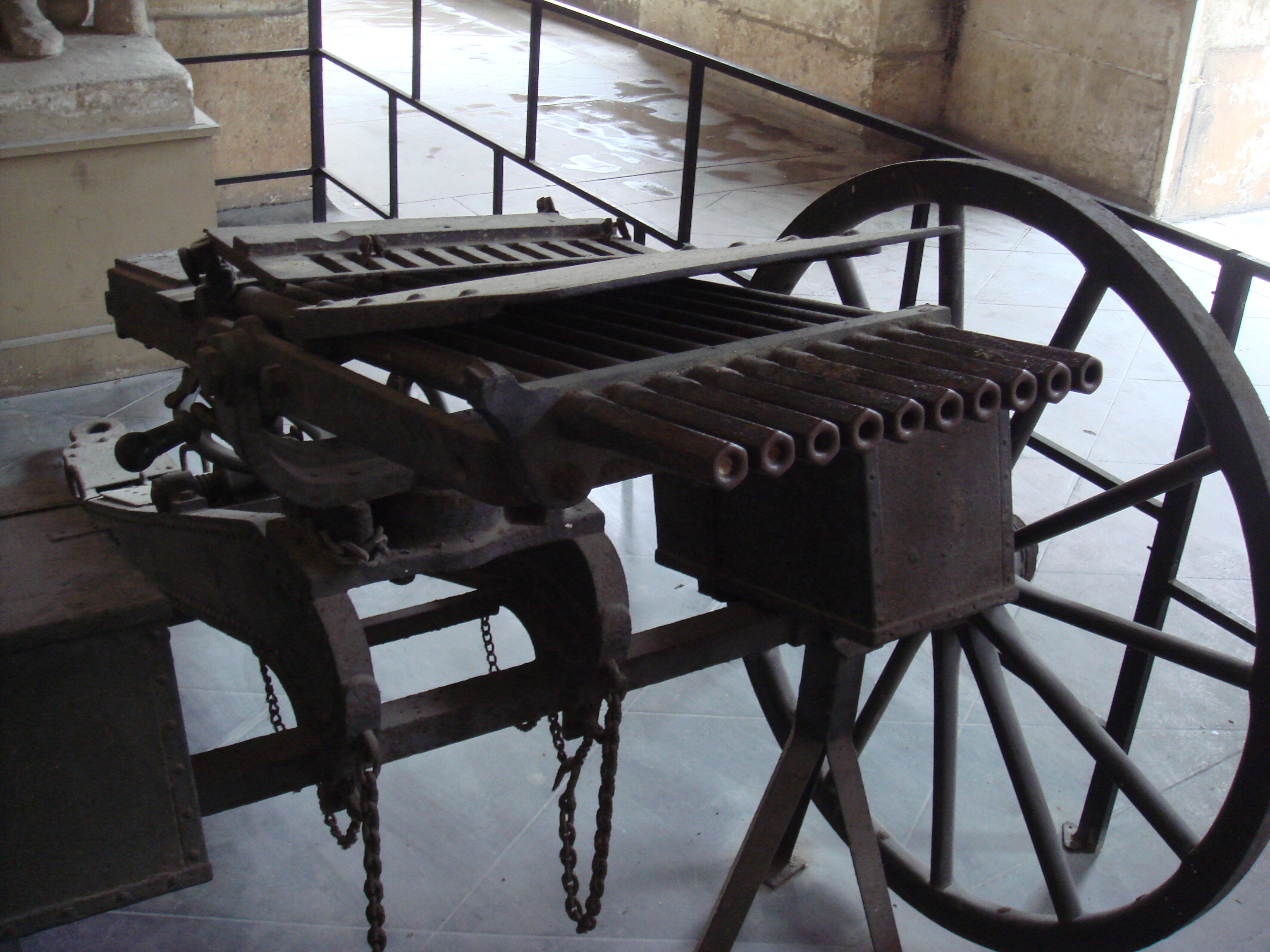
Dziesięciolufowa kartaczownica Nordenfelta w Musée de l'Armée, Paryż

Kartaczownica Nordenfelta – kartaczownica opracowana w latach 70. XIX wieku, prekursor karabinu maszynowego, używana przez wiele flot końca XIX wieku do obrony przed torpedowcami.

## Historia rozwoju

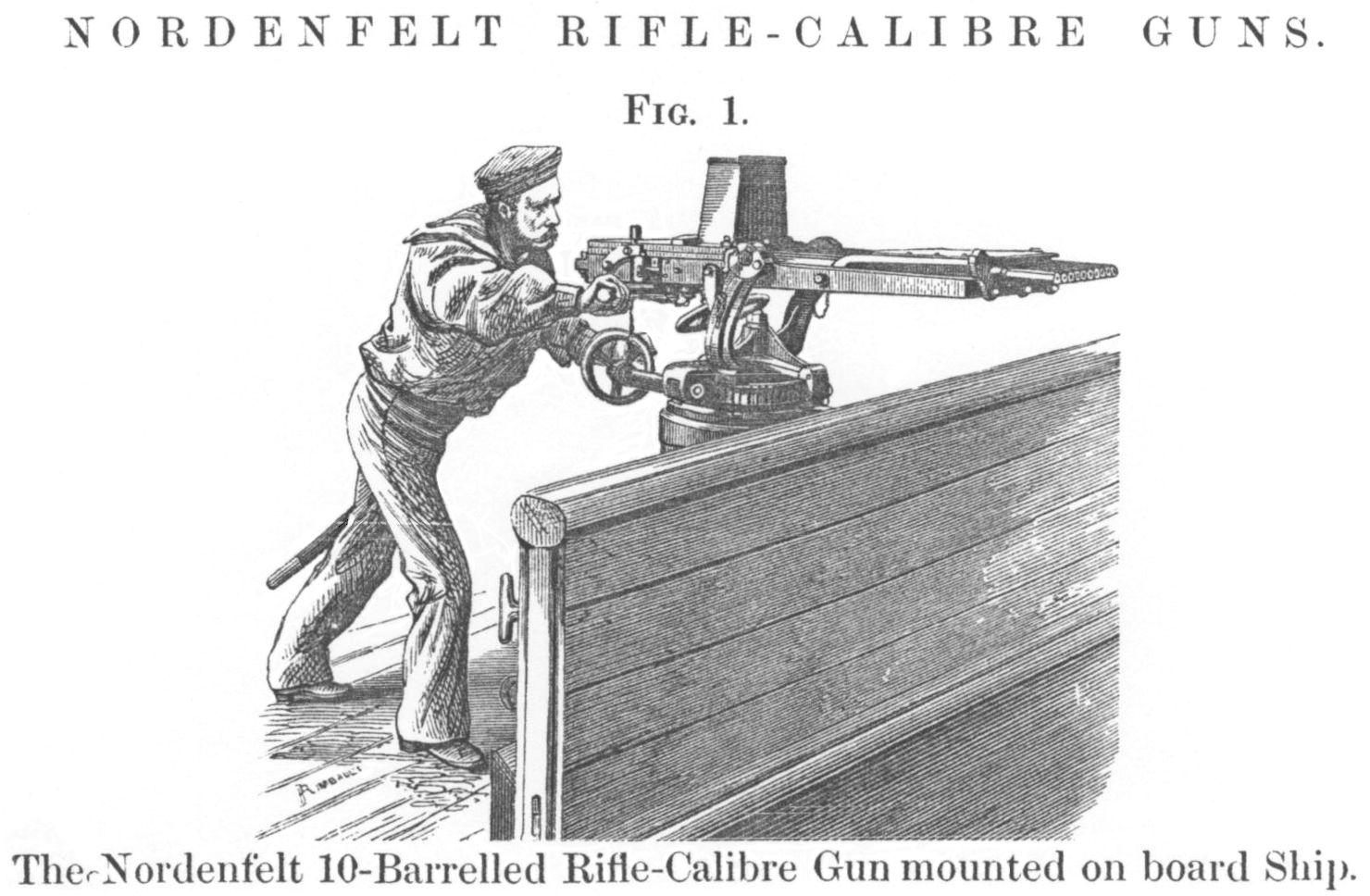
Kartaczownica na pokładzie okrętu: strzelec operuje dźwignią ładującą

Kartaczownicę skonstruował Helge Palmcrantz w 1871 i opatentował ją trzy lata później, a Thorsten Nordenfelt sfinansował jej rozwój i, pod swoim nazwiskiem, zajął się jej produkcją i dystrybucją. Pierwsze wersje strzelały nabojami karabinowymi, a kolejne miały kaliber zwiększony do 1 cala (25,4 mm) i w tej postaci wykorzystywane przez wiele flot, jako broń przeciw nowemu zagrożeniu, jakim były wówczas szybkie torpedowce.
Broń zaprezentowano przedstawicielom armii szwedzko-norweskiej w latach 1871–1877; spełniła ona ich oczekiwania, takie jak szybkostrzelność rzędu 300–400 strz./min, wytrzymałość i niezawodność konstrukcji także w warunkach polowych i złych warunkach pogodowych, prostota montażu, obsługa nie więcej niż dwóch ludzi oraz wyposażenie do poszerzania i pogłębiania ognia.
Broń nie była bardziej zaawansowana technologicznie niż konkurenci (np. kartaczownica Gatlinga czy Gardnera), była jednak solidna i bardzo niezawodna. Podczas prób w 1882 dziesięciolufowa wersja wystrzelała, bez żadnych zacięć, 3000 nabojów w 3 min 3 s (1000 strz./min ogniem ciągłym).
Nordenfelt dbał o reklamę kartaczownicy i dostosowanie jej do potrzeb klientów, konstruując wersje mające nawet do 12 luf – ówczesne władze wojskowe bardziej wierzyły w ogień salwowy niż seryjny. Wojska lądowe traktowały kartaczownice jako uzupełnienie artylerii i nie wykorzystały potencjału, jaki miała przenośna, jednolufowa wersja, mogąca służyć jako lekki karabin maszynowy. 2-, 4- i więcej lufowe wersje chętnie kupowały natomiast floty (by przekonać marynarkę brytyjską do zakupów Nordenfelt przeniósł nawet produkcję do Wielkiej Brytanii).
Sukces kartaczownicy przetarł drogę działom systemu Nordenfelta, które strzelały ogniem pojedynczym, wykorzystywały jednak naboje zespolone by osiągnąć wysoką szybkostrzelność (do 12 strz./min).

## Amunicja
Konstrukcja zamka, w szczególności wyciągu, umożliwiała wykorzystanie standardowych brytyjskich nabojów karabinowych (Martini-Henry), których wadą była słaba łuska. W odróżnieniu od innych podobnych konstrukcji, wyciąg kartaczownicy Nordenfelta nie uszkadzał łusek, dzięki czemu znikała częsta przyczyna zacięć broni. Wersja jednocalowa używała własnej, scalonej amunicji ze stalowymi pociskami, mającymi działanie przeciwpancerne. Ołowiane i żelazne pociski używane były do celów szkoleniowych, rzadziej bojowych.
Typy amunicji jednocalowej kartaczownicy Nordenfelta
| Typ broni                 | Masa naboju (g) | Długość naboju (mm) | Masa prochu | Masa łuski | Masa pocisku | Długość pocisku |
| ------------------------- | --------------- | ------------------- | ----------- | ---------- | ------------ | --------------- |
| Km przeciw torpedowcom    | 319             | 127                 | 44          | 71         | 204          | 67,8            |
| Średnia wersja            | 446             | 146                 | 85          | 106        | 254          | 77,5            |
| Ciężka wersja jednolufowa | 560             | 172,7               | 156         | 128        | 276          | 86,4            |

## Konstrukcja

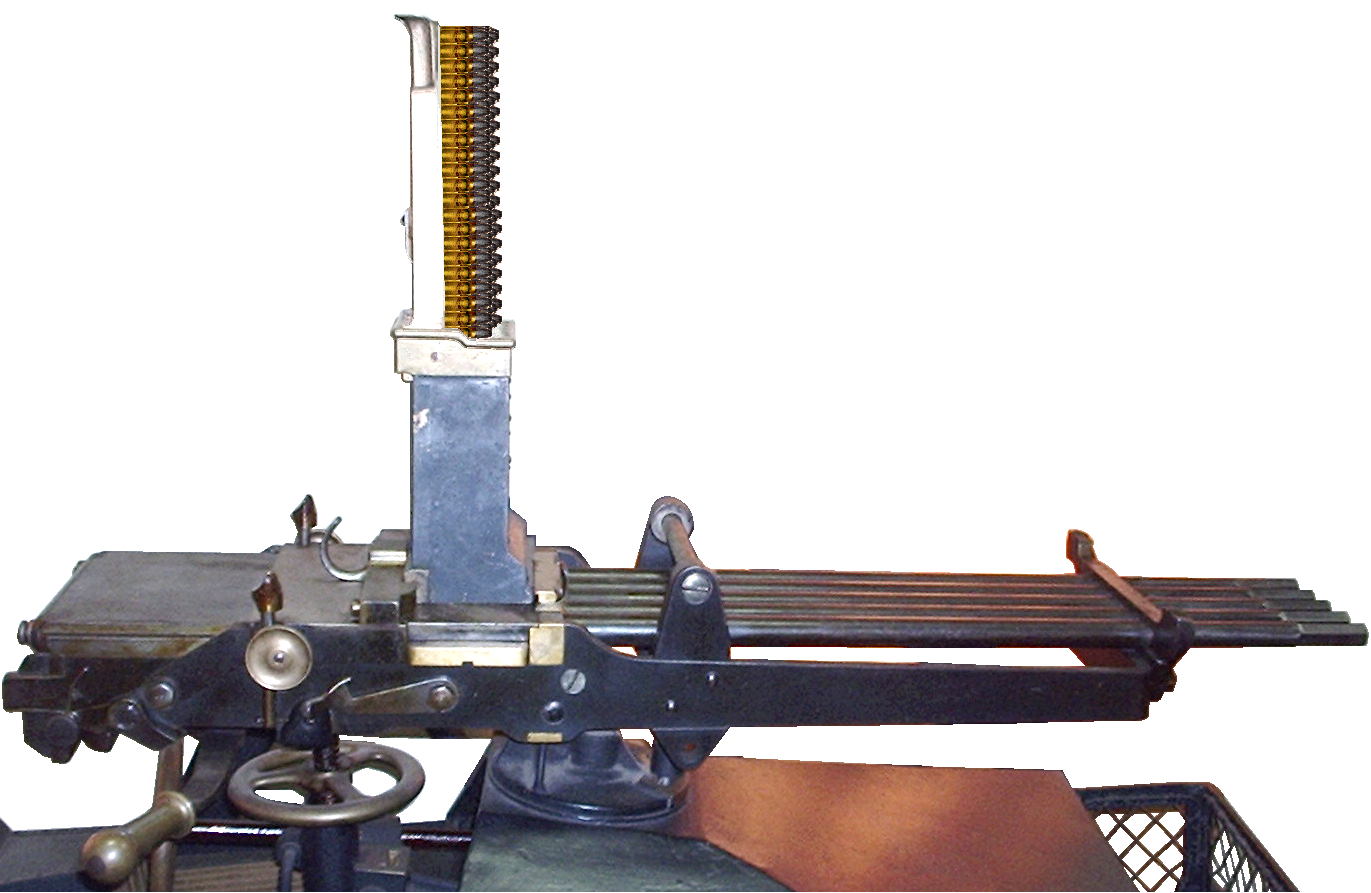
Wersja pięciolufowa z otwartym magazynkiem

Kartaczownica zasilana była magazynkiem umieszczonym nad bronią, z którego naboje opadały do podajnika pod własnym ciężarem. Magazynek był dwuczęściowy, dolna część zawierała prowadnice nabojów, z osobnymi przedziałami dla każdej lufy; obie części mogły być zdjęte z broni i zabezpieczone pokrywą. Dzięki temu można było przenosić amunicję w zamkniętych kontenerach, eliminując groźbę jej zanieczyszczenia.
Ręcznie popychana dźwignia powodowała ruch do przodu bloku, w którym umieszczone były zamki do poszczególnych luf. Zamek zabierał nabój z dolnej tacy podajnika, wsuwał do lufy i był ryglowany z tyłu. W końcowej fazie ruchu dźwigni ładującej, zwalniana była iglica i następował strzał (wielolufowe wersje zwalniały iglice kolejno, tak, że lufy strzelały kolejno, krótką salwą). Ruch dźwigni do tyłu odryglowywał zamek (zamki), wyciągnik zabierał łuskę, która wyrzucana była w dół. W ostatniej fazie ruchu dźwigni do tyłu napinane były sprężyny iglic. Cykl powtarzany mógł być tak często, jak często zdołał „pompować” dźwignią operator broni.
Kartaczownicę obsługiwało z reguły dwóch ludzi: celowniczy i operator dźwigni ładującej.